# Schweizerische Forststatistik
Die Schweizerische Forststatistik (FS) ist eine jährliche Vollerhebung bei den Forstbetrieben sowie den Kleinwaldbesitzenden der Schweiz. Erhoben werden Informationen zur Struktur der Waldwirtschaft, der Holzernte, den Pflanzungen sowie Finanzdaten der Forstbetriebe.

## Entstehungsgeschichte
Bis zum Jahr 1887 gab es in der Schweiz keine systematischen Erhebungen über den Wald bzw. die Forstwirtschaft. Aufgrund der fehlenden Informationen zur Waldbewirtschaftung konnten konkrete Entwicklungen der Forstbranche sowie deren wirtschaftlichen Situation nicht dargestellt und beurteilt werden. Aus diesen Gründen wurde die Forststatistik im Jahr 1887 eingeführt.

## Methodik

### Organisation der Datenerhebung
Verantwortlich für die Forststatistik ist das Bundesamt für Statistik (BFS). Die Datenerhebung erfolgt in Zusammenarbeit mit den kantonalen Forstämtern. Ergänzend zur Forststatistik werden über das Forstwirtschaftliche Testbetriebsnetz (TBN) detaillierte betriebsökonomische Daten erhoben (Vollkostenrechnung), die eine präzise Beurteilung der Kosten- und Leistungssituation der Forstbetriebe ermöglichen. Die Daten der Forststatistik sind zudem eine wichtige Grundlage für die Forstwirtschaftliche Gesamtrechnung (FGR).

### Erhebungsmethodik und Erhebungsmerkmale
Bei der Forststatistik handelt es sich um eine jährliche Vollerhebung bei ca. 240’000 öffentlichen und privaten Waldeigentümern der Schweiz (Forstbetriebe und Kleinwaldbesitzende).
Als «Forstbetriebe» gelten neben einzelnen Waldeigentümern auch Zusammenschlüsse von mehreren Waldeigentümern, die ihre Waldflächen gemeinsam bewirtschaften. Die Bewirtschaftungseinheiten müssen zudem über eine von der Forstzone abhängige Mindestgrösse (vgl. Tabelle 1) sowie eine, über die bewirtschaftete Fläche konsolidierte Rechnung verfügen. Die detaillierte Definition kann der nachfolgenden Tabelle entnommen werden.
| Kriterien                                                         | Beschreibung / Bemerkung | Massgrössen                                                                                              |
| ----------------------------------------------------------------- | --- | --- |
| Besitz- oder Verfügungsrechte über die bewirtschaftete Waldfläche | - Unter Besitz- oder Verfügungsrechten wird die Planungs- und Nutzungskompetenz in der biologischen und technischen Produktion verstanden. - Arbeiten mehrere Waldbesitzer bei der Pflege und Nutzung ihrer Waldflächen zusammen, gilt die gemeinsame Betriebseinheit als Forstbetrieb, wenn ihr (durch Vertrag, Statuten, Satzungen, Beschluss,…) die für die Pflege und Nutzung nötigen Besitz- oder Verfügungsrechte übertragen wurden. | Dauer des Verfügungsrechts mind. 1 Jahr                                                                  |
| Minimale Waldfläche                                               | Die durch diese Besitz- oder Verfügungsrechte definierte produktive Waldfläche einer Betriebseinheit hat mindestens den für die jeweilige Forstzone festgelegten Grenzwert | Jura: mind. 200 ha Mittelland: mind. 150 ha Voralpen: mind. 250 ha Alpen und Alpensüdseite: mind. 500 ha |
| Konsolidierte Rechnung                                            | - Eine Betriebseinheit gilt als Forstbetrieb, wenn die Rechnungen der einzelnen Betriebsteile für den Gesamtbetrieb (über die gesamte bewirtschaftete Waldfläche) konsolidiert werden und eine gemeinsame Rechnung geführt wird. Dies kann über eine Finanz- oder Betriebsbuchhaltung erfolgen. - Werden mehrere unabhängige Rechnungen für einzelne Betriebsteile geführt, müssen sie auf der Stufe Gesamtbetrieb zusammengeführt werden. | Gesamtrechnung über die ganze Waldfläche mit Besitz- oder Verfügungsrechten vorhanden                    |

Aufgrund der schweizerischen Waldeigentümerstrukturen (70 % öffentlicher Wald) sowie der statistischen Definition eines «Forstbetriebs», handelt es sich bei den Schweizer Forstbetrieben fast ausschliesslich um öffentliche Betriebe. Erfüllt eine Bewirtschaftungseinheit die Mindestkriterien eines «Forstbetriebs» nicht, gilt sie als Kleinwald. Der Kleinwald wird weiter in öffentlichen und privaten Kleinwald unterteilt. Entsprechend dieser Einteilung werden die Bewirtschaftungseinheiten mit unterschiedlichen Fragebogen befragt (Tabelle 2). Um die Belastung der Befragten zu minimieren, werden bei den Kleinwaldbesitzenden keine Finanzdaten erhoben.
| Fragebogen | Fragebogen | Fragebogen | Merkmale                      | Parameter |
| ---------- | ---------- | ---------- | ----------------------------- | --- |
| A          | B          | C          | Merkmale                      | Parameter |
| ◆          | ◆          | ◆          | 1 Betriebsmerkmale            | Forstzone, Kanton, Gesamtwaldfläche, produktive Waldfläche, zertifizierte Waldfläche, Jahreshiebsatz, Eigentümerstrukturen (öffentlich, privat), Rechtsform, Organisationsform, Flächenanteil mit Steuerhoheit |
| ◆          | ◆          | ◆          | 2 Holzernte                   | Holzernte Nadel- und Laubholz nach Holzsortiment: Stammholz, Industrieholz, Energieholz, übrige Sortimente |
| ◆          | ◆          | ◆          | 3 Pflanzungen                 | Anzahl Pflanzen Nadel- und Laubholz |
| ◆          |            |            | 4 Betriebserträge             | Holzerträge, übrige Erträge (Arbeiten für Dritte, Arbeiten für das eigene Gemeinwesen, Christbaumkulturen usw.), Beiträge von Bund und Kantonen, Beiträge von Gemeinden und von Dritten                        |
| ◆          |            |            | 5 Betriebsaufwände            | Personalaufwand, Unternehmerleistungen, Waldbewirtschaftung, Abschreibungen, übrige Betriebsaufwände (Material, Mieten, Versicherungen usw.)                                                                   |
| ◆          |            |            | 6 Einnahmen für Investitionen | Beiträge von Bund und Kantonen, Beiträge von Gemeinden und von Dritten, übrige Einnahmen (Desinvestitionen) |
| ◆          |            |            | 7 Ausgaben für Investitionen  | Erschliessungsanlagen (inkl. Verbauungen), Wirtschaftsgebäude, Maschinen, übrige Investitionen (Betriebspläne, Aufforstung und Wiederaufforstung, Kleingeräte, Software usw.)                                  |

Legende: Fragebogen "A": Forstbetrieb, Fragebogen "B": öffentlicher Kleinwald, Fragebogen "C": Privatwald

### Auswertung
Für die erfassten Merkmale werden Summenwerte für jede der Erhebungskategorien (Forstbetriebe, öffentlicher Kleinwakd und Privatwald) pro Kanton, Forstzone (Jura, Mittelland, Voralpen, Alpen, Alpensüdseite) sowie für die gesamte Schweiz gebildet.

## Ergebnisse und weiterführende Informationen
Eine detailliertere Darstellung der Waldeigentümerstrukturen, der Holzernte (nach Sortimenten und Holzarten), der Pflanzungen und den Finanzdaten der Forstbetriebe sind auf der interaktiven Statistikdatenbank «STAT-TAB» des Bundesamtes für Statistik (BFS) online verfügbar. Eine Vielzahl von Kennzahlen der Forststatistik können zudem der Taschenstatistik «Forstwirtschaft der Schweiz» des BFS entnommen werden.

## Nachweise
1. 1 2 3 4 5  Arthur Zesiger: Schweizerische Forststatistik. Steckbrief – Erhebung / Statistik. Hrsg.: Bundesamt für Statistik. Neuchâtel 2015, S. 2.
2. ↑  Bundesamt für Statistik (BFS): Ergebnisse der Schweizerischen Forststatistik. Interaktive Statistikdatenbank STAT-TAB. 2020, abgerufen am 22. April 2021.
3. ↑  Bundesamt für Statistik: Forstwirtschaft der Schweiz: Taschenstatistik 2018 | Bundesamt für Statistik. 12. Dezember 2018, abgerufen am 8. November 2021.